# Vicente Parra
Vicente Parra Collado (Oliva, Valencia, 5 de febrero de 1931-Madrid, 2 de marzo de 1997) fue un actor español.

## Biografía
Empieza muy joven en el teatro —integrándose entre otras en las compañías de Luis Prendes y Amparo Rivelles— y en pequeños papeles en el cine. Debuta cinematográficamente en 1949 a los 18 años, de la mano de Ramón Torrado, con la película Rumbo. En 1952 participó como figurante en la película María Morena, interpretando un villancico a coro, Los gitanillos en Navidad. En 1956 con El expreso de Andalucía, de Francisco Rovira Beleta consigue un renombre en el mundo del cine. Su momento de mayor popularidad lo alcanza gracias a ¿Dónde vas Alfonso XII? (1958), de Luis César Amadori, película en la que interpreta el papel de Alfonso XII, por el que es recordado. Dos años después protagonizaba una secuela titulada ¿Dónde vas, triste de ti?.
Con posterioridad su popularidad declinó paulatinamente, entre otras razones —según Enrique del Pozo— porque sufrió marginación dentro de la profesión a causa de ser homosexual. Retomó su carrera teatral creando su propia compañía y participando en los montajes Cita en Senlis (1963) de Jean Anouilh, Cara de plata (1967), Solo Dios puede juzgarme (1969), de Emilio Romero, El amante complaciente (1969), de Graham Greene o Hilo rojo, en la que dio vida a Sigmund Freud.
Entrada la década de los setenta, intenta dar un giro a su carrera, superando la etapa de galán, para dar vida a un psicópata en La semana del asesino (1972), de Eloy de la Iglesia. Un año después repite experiencia con el mismo director, ejerciendo también como productor, en el thriller Nadie oyó gritar. Ninguno de los dos títulos tuvo éxito.
Sus trabajos se fueron espaciando, y de su última etapa artística destacan la serie de TV Platos rotos (1985), las obras de teatro La jaula de las locas (1977), Isabelita la Miracielos (1978), Isabel, reina de corazones (1983), La barca sin pescador (1984), El cianuro ¿sólo o con leche? (1985), Los ladrones somos gente honrada (1985), La decente (1988) y La noche del sábado (1991) o las películas Suspiros de España (y Portugal) (1995) y Tranvía a la Malvarrosa (1997), ambas de José Luis García Sánchez.

## Vida personal
Vicente era bisexual, y en la transición protagonizó un posado desnudo en la revista Papillon.

## Premios
Medallas del Círculo de Escritores Cinematográficos
| Año  | Categoría   | Película              | Resultado |
| ---- | ----------- | --------------------- | --------- |
| 1972 | Mejor actor | La semana del asesino | Ganador   |

- 1958: Premio Triunfo por Rapsodia de sangre.

## Filmografía
| Año  | Título                           | Personaje                     | Director                     |
| ---- | -------------------------------- | ----------------------------- | ---------------------------- |
| 1953 | Vuelo 971                        | Rafael Azarías                | Rafael J. Salvia             |
| 1954 | Patrulla                         | Matías hijo                   | Pedro Lazaga.                |
| 1954 | Manicomio                        | Alejo                         | Luis María Delgado           |
| 1954 | El pescador de coplas            | Pretendiente de María del Mar | Antonio del Amo              |
| 1955 | Cancha vasca                     | Chano                         | Alfredo Hurtado, Aselo Plaza |
| 1956 | El expreso de Andalucía          | Miguel Hernández              | Francisco Rovira Beleta      |
| 1956 | Fedra                            | Fernando                      | Manuel Mur Oti               |
| 1957 | El batallón de las sombras       | Carlos, pintor                | Manuel Mur Oti               |
| 1957 | Rapsodia de sangre               | Pulac Andras                  | Antonio Isasi-Isasmendi      |
| 1957 | Classe di ferro                  | Gianni                        | Turi Vasile                  |
| 1958 | ¿Dónde vas, Alfonso XII?         | Alfonso XII                   | Luis César Amadori           |
| 1958 | Pan, amor y... Andalucía         | Paco                          | Javier Setó                  |
| 1959 | Los cobardes                     | Juan                          | Juan Carlos Thorry           |
| 1959 | Un mundo para mí                 | Andre                         | José Antonio de la Loma      |
| 1959 | Vacaciones en Mallorca           | Gianni                        | Giorgio Bianchi              |
| 1960 | ¿Dónde vas, triste de ti?        | Alfonso XII                   | Alfonso Balcázar             |
| 1961 | Cariño mío                       | Miguel                        | Rafael Gil                   |
| 1963 | La verbena de la Paloma          | Julián                        | José Luis Sáenz de Heredia   |
| 1963 | La pandilla de los 11            | Majestad                      | Pedro Lazaga                 |
| 1965 | Nobleza baturra                  | Sebastián                     | Juan de Orduña               |
| 1966 | Cotolay                          | Francisco de Asís             | José Antonio Nieves Conde    |
| 1966 | María y la otra                  | Manolo                        | Fernando Ayala               |
| 1967 | Buenos días, condesita           | Ramiro                        | Luis César Amadori           |
| 1967 | La guerrillera de Villa          | Capitán Pablo Márquez         | Miguel Morayta               |
| 1967 | Sábado en la playa               |                               | Esteban Farré                |
| 1971 | Varietés                         | Miguel Solís                  | Juan Antonio Bardem          |
| 1972 | La semana del asesino            | Marcos                        | Eloy de la Iglesia           |
| 1973 | El juego del adulterio           | John                          | Joaquín Luis Romero Marchent |
| 1973 | Nadie oyó gritar                 | Miguel                        | Eloy de la Iglesia           |
| 1975 | Yo fui el rey                    | Carlos Mendoza                | Rafael Romero Marchent       |
| 1976 | Las largas vacaciones del 36     | Paco                          | Jaime Camino                 |
| 1976 | Nosotros fuimos tan felices      | Miguel Miranda                | Antonio Drove                |
| 1976 | El espiritista                   | Alberto                       | Augusto Fernando             |
| 1976 | La siesta                        | Luis                          | Jorge Grau                   |
| 1977 | La guerra de papá                | Emilio                        | Antonio Mercero              |
| 1977 | La Raulito en libertad           | El Productor                  | Lautaro Murúa                |
| 1977 | El transexual                    | Eduardo                       | José Jara                    |
| 1978 | El último guateque               | El Cura                       | Juan José Porto              |
| 1978 | El hombre que yo quiero          | Eduardo                       | Juan José Porto              |
| 1979 | Cariño mio, ¿qué me has hecho?   | Jorge                         | Enrique Guevara              |
| 1980 | Semilla de muerte                | Agente Martín                 | Jaime Bayarri                |
| 1981 | La leyenda del tambor            | Antoni Frac                   | Jorge Grau                   |
| 1984 | Cuando Almanzor perdió el tambor | Sancho Parra                  | Luis María Delgado           |
| 1984 | El último penalty                | Don Juanjo                    | Martín Garrido Ramis         |
| 1993 | Cartas desde Huesca              | Médico                        | Antonio Artero               |
| 1994 | Dos hombres y una mujer          |                               | Juan José Porto              |
| 1995 | Suspiros de España (y Portugal)  | Villalba                      | José Luis García Sánchez     |
| 1996 | Tranvía a la Malvarrosa          | Padre Cáceres                 | José Luis García Sánchez     |

## Obras de teatro
- Cheri (1960) de Colette
- Rebelde (1962) de Alfonso Paso
- Cita en Senlis (1963), de Jean Anouilh.
- El hilo rojo (1966) Denker
- Tan alegre y tan extraño (1966) de Alfonso Paso
- ¡Aplausos! (1975).
- Isabelita la miracielos (1978) Ricardo López-Aranda
- Vamos a contar mentiras (1979) de Alfonso Paso
- Isabel, Reina de corazones (1983), de Ricardo López Aranda

- El cianuro... ¿solo o con leche? (1985), de Juan Jose Alonso Millán.
- Capullito de alhelí (1985), de Juan Jose Alonso Millán.
- Los ladrones somos gente honrada 1985 de Enrique Jardiel Poncela
- Miau (1986), de Benito Pérez Galdós.
- La decente (1988), de Miguel Mihura.
- Con la mosca en la oreja (1988), de Georges Feydeau.
- Las cuatro mujeres de Juan (1990), de Víctor Fernández Antuña.
- Un millón por una rosa (1990), de María Luisa Luca de Tena.
- La noche del sábado (1991), de Jacinto Benavente.
- El pícaro. Aventuras y desventuras de Lucas Maraña (1992), de Fernando Fernán Gómez.
- Los padres terribles:: (1996).